# Typhlops granti
Typhlops granti este o specie de șerpi din genul Typhlops, familia Typhlopidae, descrisă de Alexander Grant Ruthven și Gaige 1935. Conform Catalogue of Life specia Typhlops granti nu are subspecii cunoscute.